# Джамский минарет
Джамский минарет (перс. منار جام,‎, DMG Minār-e Ǧām)— уникальный хорошо сохранившийся минарет XII века на северо-западе Афганистана. Высота — 65 метров. Второй по высоте исторический минарет из обожжённого кирпича в мире после Кутб-Минара в Дели.
Предположительно является единственной уцелевшей постройкой города Фирузкух, который был столицей султанов династии Гуридов, до переноса её в Газни. Город разрушен войском Чингисхана, и даже место его расположения было надолго забыто.
В 2002 году минарет и прилегающее неисследованное городище включено в список Всемирного наследия ЮНЕСКО и Список всемирного наследия, находящегося под угрозой.

## Место расположения

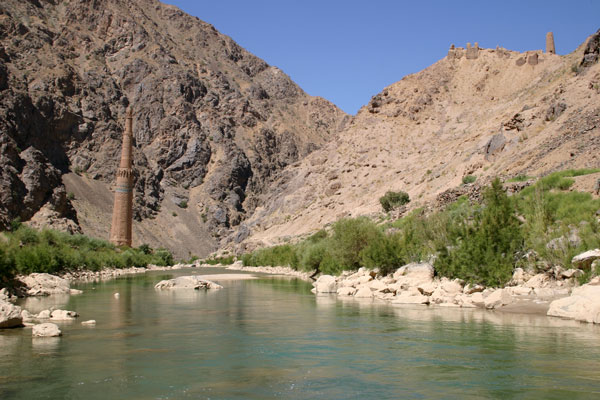
Джамский минарет

Минарет расположен в 10 км северо-восточнее кишлака Джам (Jam) в афганской провинции Гор при впадении ручья Джамруд в реку Герируд. Ущелье окружают непроходимые горные массивы. Крупные населённые пункты в районе отсутствуют. Расстояние до Герата — 200 км.

## История
- В 1194 году, как гласит надпись на минарете, он был построен гуридским султаном Гийас ад-Дином Мухаммадом в честь окончательной победы над газневидами в 1192 году.
- В 1221 году Фирузкух разрушен войском Чингисхана.

Последующие 700 лет судьба минарета неизвестна.
- В 1943 году Абдулла Хан Малекяр, губернатор Герата, впервые сделал фотографии минарета и сообщил о нём Ахмеду Али Коазаду, президенту Афганского исторического общества. В 1944 году была опубликована статья о памятнике в журнале «Anis».

## Исследование. Современное состояние
- 19 августа 1957 года французский археолог Андре Марик первым из европейских учёных добрался до минарета, и в 1958 году опубликовал доклад в «Записках французской делегации в Афганистане».
- В 1960 году два представителя Французской археологической делегации в Афганистане — Ле Бер и его ассистент Маршаль, сфотографировали декоративные панели и провели первоначальное исследование его архитектурной структуры, обнаружив вход с двумя винтовыми лестницами приблизительно на 4 м ниже современного уровня.
- В 1961—1969 годах итальянский архитектор Андреа Бруно обследовал минарет и предложил план по укреплению, так как памятнику грозило обрушение. Местными жителями были проведены работы по укреплению берега и построен деревянный мост через Герируд, позже разрушенный во время боевых действий. Были открыты руины дворца, укреплений, мусульманское и еврейское кладбища. Последнее содержит надгробия с надписями на иврите.

Серьёзных научных исследований памятника пока не проводилось из-за труднодоступности и сохраняющейся нестабильной политической обстановки. Сохранности минарета по-прежнему угрожают наводнения, подмывающие основание, землетрясения, часто бывающие в регионе и незаконные раскопки искателей ценностей. Разрабатывается план по укреплению береговой линии и реставрации памятников.
После наводнения 2007 года возникла новая необходимость применения габионов.

## Галерея

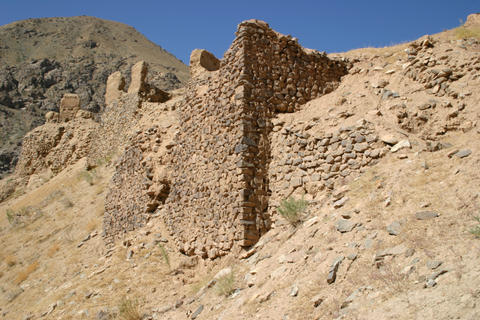
Каср Заравшан
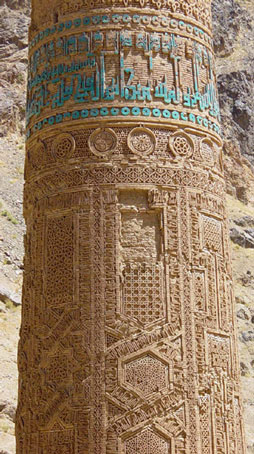
Инкрустации Джамского минарета
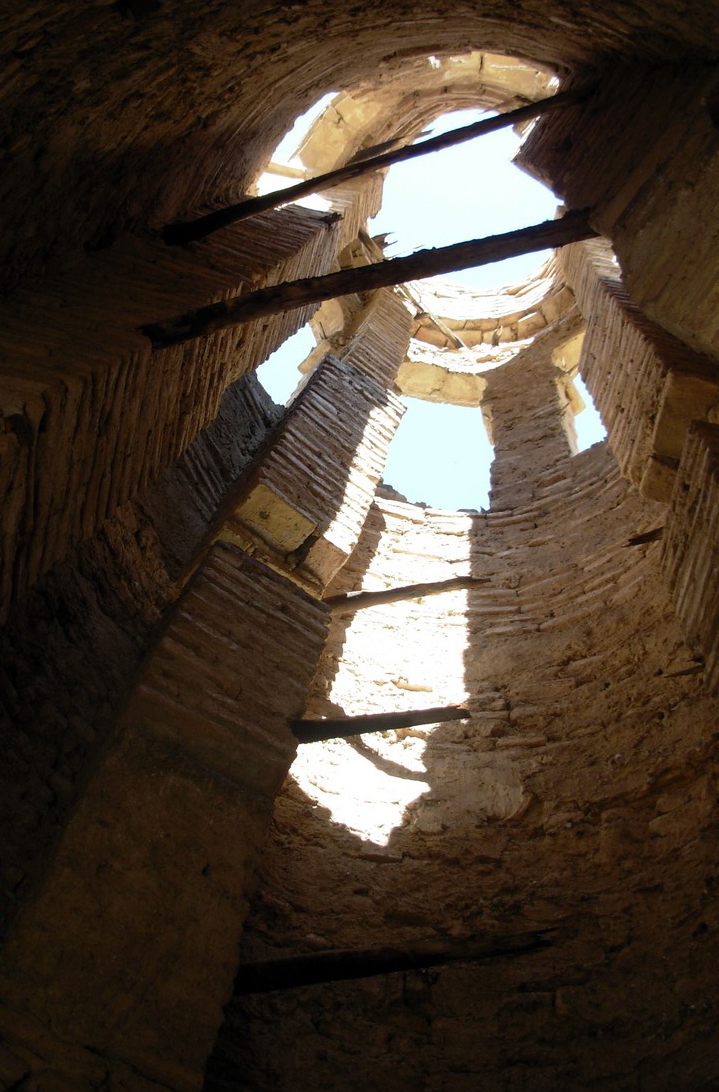
Изнутри
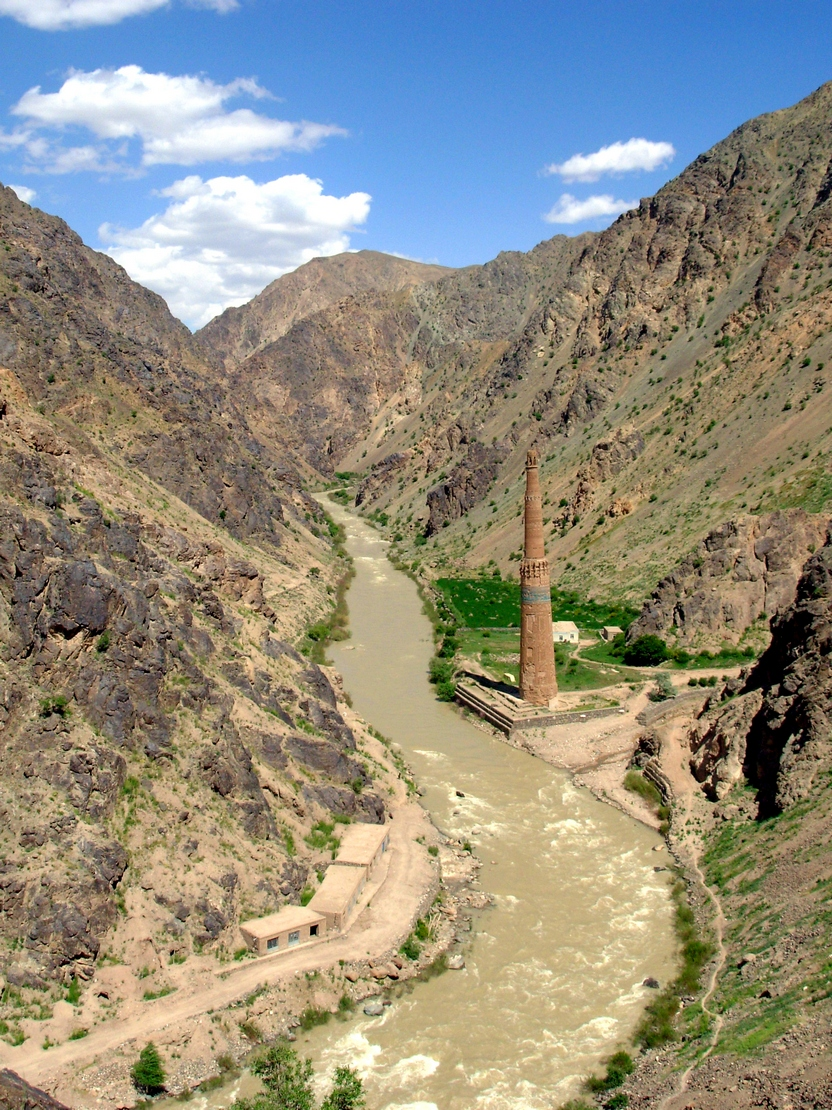
Минарет стоит на реке Хави Руд